# Brinje (Lika-Senj)
Brinje (Italiaans: Brigne; Duits: Bründl)  is een gemeente in de provincie Lika-Senj in Kroatië.

## Indeling gemeente
De gemeente Brinje bestaat uit de volgende dorpen:
- Brinje - 1.708
- Glibodol - 41
- Jezerane - 375
- Križ Kamenica - 286
- Križpolje - 655
- Letinac - 222
- Lipice - 254
- Prokike - 122
- Rapain Klanac - 10
- Stajnica - 301
- Vodoteč - 98
- Žuta Lokva - 37

## Externe link

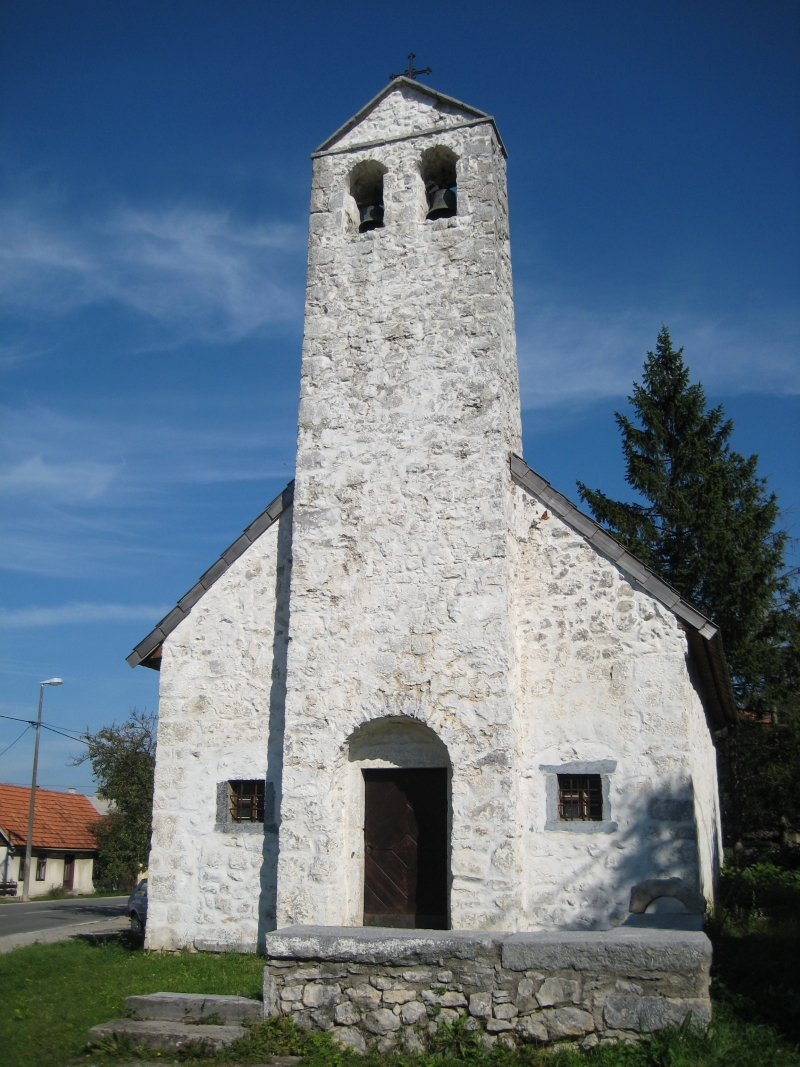
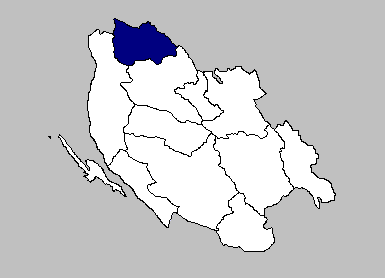
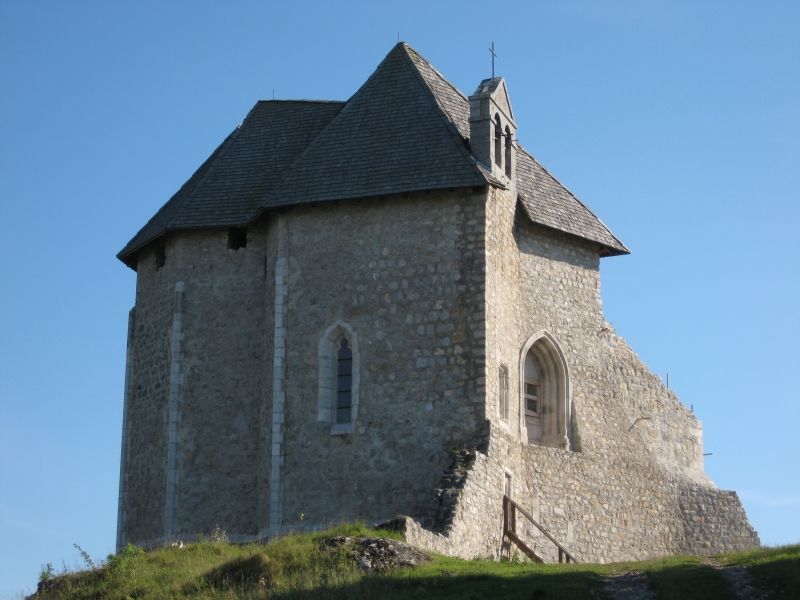
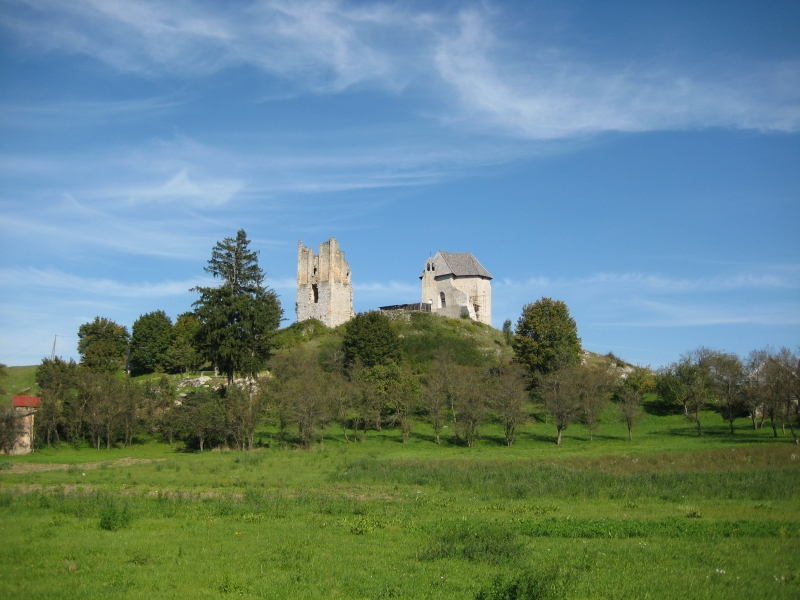